# 米尔卡级护卫舰
米尔卡级巡防艦（英語：Mirka-class frigate）是北约给苏联1960年代晚期出现的35型和35M型护航舰（Storozhevoi Korabl）所起的代号，前级为别佳级护卫舰。使用柴燃联合动力方式（CODAG）。18艘舰都是在加里宁格勒的扬塔尔造船厂造的，苏联解体前后退役完毕。无出口纪录。

## 建造
首舰编号为SKR-7，于1964年1月26日在加里宁格勒造船厂开始建造，1962年3月23日下水，1964年12月25日投入使用。整个35型的18艘舰艇均在同一工厂建造，最后一艘舰艇于1967年交付给舰队。

## 图片

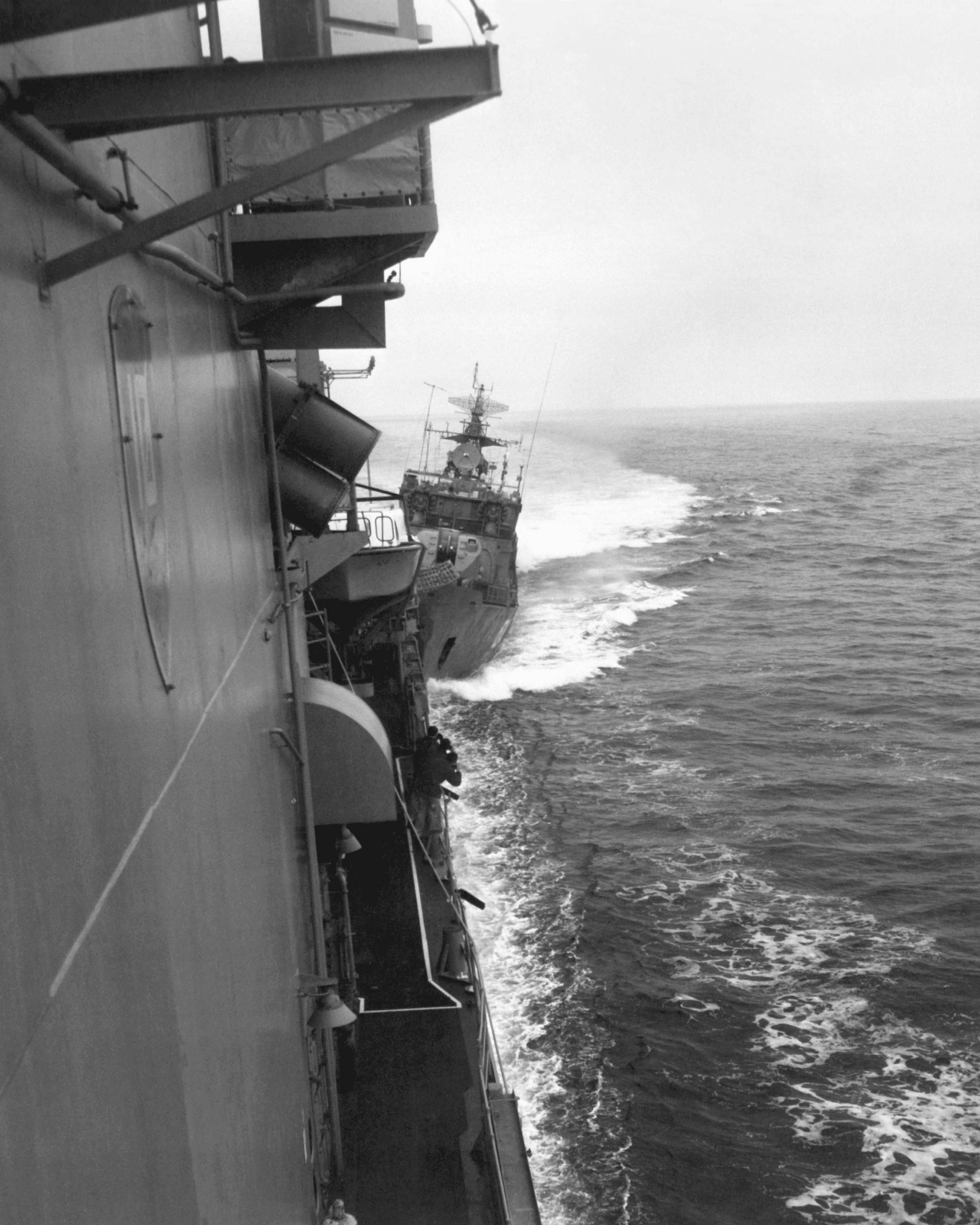
Mirka I class frigate SKR-6 colliding with USS Caron (DD-970).
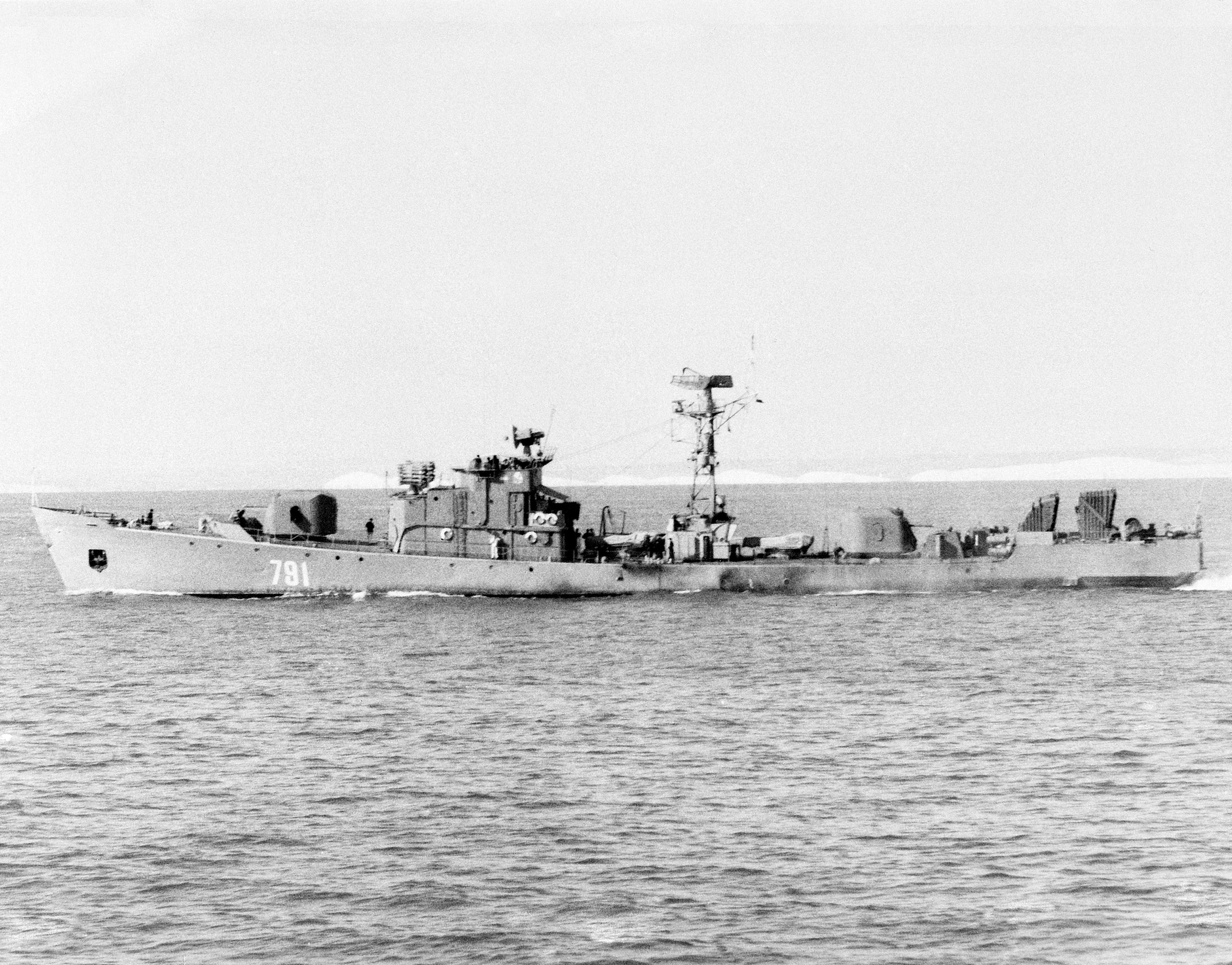
A Mirka II class frigate.

## 阅读
- Conway's All the World's Fighting Ships 1947-1995 ISBN 0-85177-605-1

## 外连
- Page from FAS （页面存档备份，存于）
- Page in Russian
- （英文） Russian Mirka Class - Complete Ship List
- （俄文）、同型艦名は此処から、全体図
- （页面存档备份，存于）（俄文）、同型艦名活動詳細
- （页面存档备份，存于）（英文）Ⅰ,Ⅱ型の兵装変遷
- （页面存档备份，存于）（英文）、Ⅰ,Ⅱ型のレーダー,ソナーの違い説明